# Thaumasiodes
Thaumasiodes es un género monotípico de lepidópteros perteneciente a la familia Noctuidae. Su única especie: Thaumasiodes eurymitra Turner, 1939, es originaria de Queensland en Australia.